# Wyattella lobata
Wyattella lobata är en tvåvingeart som beskrevs av Junichi Yukawa 1968. Wyattella lobata ingår i släktet Wyattella och familjen gallmyggor. Inga underarter finns listade i Catalogue of Life.